# لوسي إيزابيل مارش
لوسي إيزابيل مارش (بالإنجليزية: Lucy Isabelle Marsh)‏ هي مغنية أوبرا ومغنية أمريكية، ولدت في 10 أبريل 1878، وتوفيت في 20 يناير 1956.

## وصلات خارجية
- لوسي إيزابيل مارش على موقع ميوزك برينز (الإنجليزية)
- لوسي إيزابيل مارش على موقع ديسكوغز (الإنجليزية)